# Установа културе
Установа културе је установа која се бави обављањем културних делатности и очувањем културне баштине.

## Органи руковођења
Органи руковођења у установама културе имају за циљ да унапреде и осигурају квалитет рада. Органи руковођења у установама културе су:
- Надзорни одбор — Надзорни одбор обавља надзор над пословањем установе и има најмање три члана. Чланове надзорног одбора именује и разрешава оснивач.

- Управни одбор — Управни одбор управља установом и има најмање три члана. Чланове управног одбора именује и разрешава оснивач. Председника управног одбора именује оснивач.[1]